# 6173 Jimwestphal
6173 Jimwestphal (1983 AD) là một tiểu hành tinh vành đai chính được phát hiện ngày 9 tháng 1 năm 1983 bởi B. A. Skiff ở Flagstaff.